# Реал Солт Лейк
Реал Солт Лейк (на английски: Real Salt Lake) е американски футболен клуб от град Солт Лейк Сити, щата Юта. Наречен е в чест на испанския клуб Реал Мадрид.
Основан е през 2004 г. и влиза в МЛС през следващата година. През първите три години в лигата, е в групата на аутсайдерите, а през 2008 г. за първи път добива право на участие в плейофите.